# Szakál László
Szakál László (?–) magyar zongorista, zeneszerző, zenekarvezető.

## Élete
A Magyar Köztársaság Ezüst Érdemkeresztjével kitüntetett Szakál László, a pesterzsébeti Lajtha László Zeneiskolában kezdte meg zenei tanulmányait, a Cziffra György Zeneművészeti Gimnáziumban Keveházi Gyöngyi növendékeként érettségizett, majd 2005-ben a Liszt Ferenc Zeneművészeti Egyetem Budapesti tanárképző karán szerzett zongoratanár és kamaraművész diplomát. Tanárai Both Lehel és Kecskés Balázs voltak. 
Zenei karrierjét a főiskolás évek alatt a Canarro zenekar alapító tagjaként kezdte, majd fél évet zongorázott óceánjárón klasszikus trióban Suha Pállal és Mócsány Évával. Ezt követően a Doors Emlékzenekarban és a Duende zenekarban is billentyűzött Menszátor Héresz Attila mögött. Zongoratanárként a Lajtha László Állami Zeneiskolában adta át a tudását, majd két éven át a Honvéd Színház zenei vezetője, korrepetítora, zongoristája volt. 
Zeneszerzőként, zongoristaként és zenei vezetőként 2007 és 2010 között több ízben is részt vett a Színház és Filmművészeti Egyetem rendezői vizsgaelőadásaiban. 2009-ben a Studió “K” Színház Harc a Szalamandrákért című darabjában volt zenei vezető, zeneszerző, zongorista és korrepetítor. 2010 és 2015 között Music Manager pozíciót töltött be az AIDA Cruises óceánjáró hajóin. 2013 és 2015 között Music Supervisorként dolgozott az AIDA Cruises-nél, az énekesek és zenei vezetők betanítását és a korrepetíciót Hamburgban a Hamburg School of Entertainment intézményes keretein belül, mint tanár és korrepetítor végezte. 
Szakál László 2016 óta a Fővárosi Nagycirkusz állandó házi zeneszerzője és zenekarvezetője. Legjelentősebb darabjai cirkuszi zeneszerzőként a több évben is nagy sikerrel műsorra tűzött Lúdas Matyi a cirkuszban című egész estés zenés cirkuszi mesejáték és a Melyiket a 9 közül? című összművészeti előadás.

## Díjai
- Magyar Ezüst Érdemkereszt polgári tagozat kitüntetés (2020)